# لويز هرفيو
لويز هرفيو (بالفرنسية: Louise Hervieu)‏ ولدت بألنسون في 26 أكتوبر 1878 وتوفت في 11 سبتمبر 1954 وهي رسامة وكاتبة فرنسي وتقوم بالطباعة الحجرية. حصلت على جائزة فيمينا الأدبية عام 1936.